# Tommy Boy Records
Tommy Boy Records — американський незалежний звукозаписний лейбл і мультимедійний бренд, заснований у 1981 році Томом Сільверманом. Лейблу допоміг почати кар'єру таким виконавцям як Queen Latifah, Amber, Afrika Bambaataa, Stetsasonic, Digital Underground, Coolio, De La Soul, House of Pain, Naughty By Nature та Force MDs. Tommy Boy також приписують запровадження таких жанрів, як EDM, латиноамериканський фрістайл і латиноамериканський хіп-хоп для основної аудиторії в Америці.

## Історія

### 1981-1985: Незалежне музичне ЗМІ
Том Сільверман створив Tommy Boy Music у 1981 році у своїй квартирі в Нью-Йорку, позичивши 5000 доларів від батьків. Лейбл був результатом двотижневого видання Silverman's Dance Music Report, яке тривало 14 років, починаючи з вересня 1978 року.

### 1985–2002: Партнерство з Warner Bros. Records
У 1985 році Warner Bros. Records уклали партнерські відносини з Tommy Boy і придбали половину лейблу, що дозволило лейблу використовувати незалежну дистрибуцію на свій розсуд, маючи можливість розповсюджувати виконавців через канал мейджор-лейблу через Warner Bros. Records або дочірній лейбл Reprise Records.
Моніка Лінч, яка була одним із перших співробітників, найнятих Томом Сільверманом, стала президентом лейбла в 1985 році. Як A&R для лейблу, вона підписала та керувала Queen Latifah, De La Soul та безліччю хіп-хоп музикантів.
За словами Джеффа «Chairman» Мао, ключового ді-джея андеграундного хіп-хопу 1990-х років і ведучої онлайн-хіп-хоп радіо, Моніка Лінч керувала кар’єрою Afrika Bambaataa & Soulsonic Force, Stetsasonic, Queen Latifah, De La Soul, Naughty by Nature серед інших інші.
У середині 1990-х лейбл мав кілька спільних підприємств, включаючи Penalty Recordings, Stepsun, Beyond, і Ignition. Лейбл також мав угоди з такими лейблами, як Timber Records, і дистрибутивні угоди з Outcaste Records і 75 Ark, а також надаючи незалежний розповсюдження сестринським імпринтам, які вже мали угоди з лейблами WEA, включаючи American Recordings Ill Labels, Mute Records NovaMute і Cold Chillin Records Livin Large.
У 1997 році Tommy Boy запустив імпринт-лейбл під назвою Upaya, щоб підтримати зростаючий інтерес до духовності та духовної/ світової музики. Імпринт Tommy Boy Gospel вийшов у 1998 році під керівництвом Макса Сейгеля та Марві Райт. Того ж року було засновано імпринт Tommy Boy Black Label, який спеціалізувався на підпільній хіп-хоп музиці, і Tommy Boy Silver Label, який спеціалізувався на танцювальній музиці.
У 2001 році, ще будучи філією Warner Music, засновник Tommy Boy Records Том Сільверман створив Tommy Boy Films, телевізійний і кіновідділ разом із творцем Kung Faux і засновником Dubtitled Entertainment Майклом «Міком» Нойманом.

### 2002–2017: Знову незалежний
У 2002 році Tommy Boy Records знову став незалежним після того, як остаточно розірвав спільне підприємство з Warner Records, які бажали більших продажів одиниць, і майстер-плівки, що вийшли до того часу, стали власністю Warner Music, тоді як торгова марка Tommy Boy залишилася за Томом Сільверманом. Музичні виконавці Tommy Boy, які діяли на той час, були куплені різними лейблами WEA, телевізійні та кінопідрозділи Tommy Boy були об’єднані з музичним підрозділом Tommy Boy, а компанію, що утворилася, перейменували в Tommy Boy Entertainment. Тоді Tommy Boy почав ліцензувати свою торгову марку Warner Music для використання у перевиданнях через Rhino / Atlantic Records.

### 2017–2018: Придбання каталогу
У 2017 році, через вимоги Warner Music про відчуження в результаті купівлі Parlophone, Tommy Boy зміг знову придбати свій каталог до 2002 року та каталоги Brand Nubian, Grand Puba та Club Nouveau. 2018 року Tommy Boy також придбав Amherst Records, Harlem Music і Halwill Music, які володіють авторськими правами та правами на публікацію різноманітної колекції виконавців соулу, диско та джазу 70-х, зокрема The Stylistics, Van McCoy та Glenn Medeiros.

### 2019–2020: Конфлікт з De La Soul
Суперечка виникла на початку 2019 року, після того як Tommy Boy оголосила, що каталог групи De La Soul, яка раніше підписала контракт, буде доступний на стримінгових сервісах пізніше того ж тижня. Це оголошення спонукало групу розпочати кампанію «Бойкот Томмі», оскільки вони отримають лише 10% доходу, отриманого від стримінгу, а інші 90% підуть Tommy Boy. Кампанію поділили їхні колеги-митці Nas, Questlove та Pete Rock. У відповідь Tommy Boy відклали угоду та оголосили, що їх дискографія не буде доступна на потокових сервісах, як було заплановано раніше.
3 березня 2023 року каталог De La Soul дебютував у потокових сервісах після років переговорів.

### 2021–тепер. час: Продаж Reservoir Media
У червні 2021 року Tommy Boy було придбано за 100 мільйонів доларів Reservoir Media, компанією, яка займається видавництвом музики та медіаправами, заснованою в 2007 році ірано-канадською бізнес-леді Голнар Хосровшахі.

## Імідж бренду
Логотип Tommy Boy був спочатку розроблений у 1982 році Стівеном Мігліо та перероблений у 1989 році Еріком Гейзом. Логотип був включений Complex до списку 50 найкращих реп-логотипів усіх часів, посівши дев’яте місце.
Наприкінці 1980-х років, з появою вуличної моди, Tommy Boy виробляв і розповсюджував куртки Carhartt з вишитим логотипом компанії спереду та ззаду для своєї власної лінії товарів під назвою Tommy Boy Gear. Tommy Boy також вважається першим, хто використовував шнурки як рекламні предмети, які стали популярним модним аксесуаром вуличного одягу в 1990-х.

## Артисти
- 808 State
- Abhi the Nomad (раніше)
- Above The Law
- Afrika Bambaataa
- Amari
- Amber
- Big Noyd
- Biz Markie (помер)
- Black by Demand
- Боб Сінклер
- Boiler Room
- Capone-N-Noreaga
- Christian Tiger School
- The Cliks
- Coldcut
- Coolio (помер)
- De La Soul
- Digital Underground
- Disco D (помер)
- Everlast
- Fannypack
- Fresh Gordon
- Force MDs
- GLOBE & Whiz Kid
- Ghostface Killah
- Gucci Mane
- Handsome Boy Modeling School
- House of Pain
- Indica
- Indo G
- Information Society
- Jocelyn Enriquez
- Jonzun Crew
- Joydrop
- Junior Vasquez
- K7
- Kim Burrell
- Kristine W
- LFO
- Lord Finesse
- J.C. Lodge
- Masters at Work
- Method Man
- Money Mike
- Naughty by Nature
- Paris
- Pimpadelic
- Planet Patrol
- Plushgun
- Prince Paul
- Prince Rakeem
- Queen Latifah
- RuPaul
- Shock G (помер)
- Sneaker Pimps
- Soul Coughing
- Stars on 54
- Stetsasonic
- Thunderpuss
- Timmy Gatling
- TKA
- Tony Touch
- Viewtiful Joe